# René Beaussant
René Pierre Stéphane Beaussant (* 16. April 1927 in Rabat, Französisch-Marokko; † 21. Februar 2013 im Schloss Vaillé, Nueil-sur-Layon, Département Maine-et-Loire) war ein französischer Seeoffizier und zuletzt Admiral der Marine Nationale, der unter anderem zwischen 1982 und 1986 stellvertretender Chef des Generalstabes der Marine sowie von 1986 bis 1988 Generalinspekteur der Marine war.

## Leben

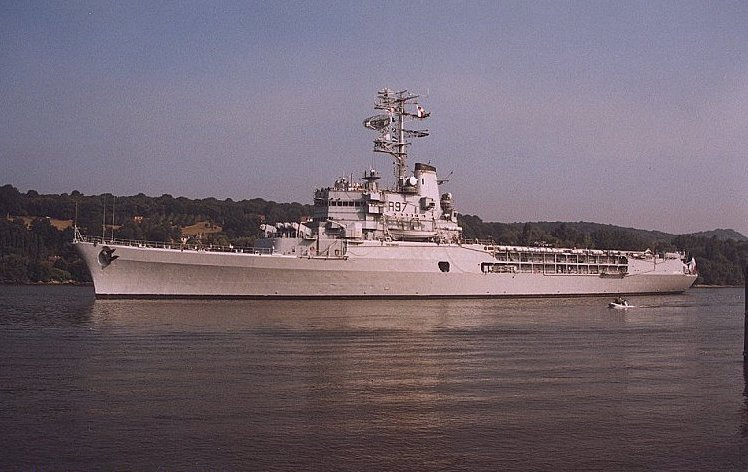
Kapitän zur See Beaussant war von 1975 bis 1977 Kommandant des Hubschrauberträgers Jeanne d’Arc.

René Pierre Stéphane Beaussant trat 1945 in die Marine ein und absolvierte die Ausbildung zum Seeoffizier an der École navale und wurde am 1. Oktober 1945 zum Leutnant zur See befördert. Im Zuge seiner ersten Verwendungen wurde er am 1. Oktober 1949 zum Oberleutnant zur See und am 1. April 1953 zum Kapitänleutnant befördert. 1957 schloss er eine Prüfung als Dolmetscher für die spanische Sprache ab und erhielt am 1. Februar 1962 seine Beförderung zum Korvettenkapitän. 1964 wurde er zum Ritter der Ehrenlegion ernannt und am 1. Dezember 1966 zum Fregattenkapitän befördert. Er war zeitweise Kommandant der Aconit und erhielt am 1. Januar 1973 seine Beförderung zum Kapitän zur See. Er war vom 4. Juli 1975 bis zum 8. Juli 1977 Kommandant des Hubschrauberträgers Jeanne d’Arc und wurde am 1. Februar 1979 zum  Contre-amiral (Flottillenadmiral) sowie am 1. Juli 1982 zum Vice-amiral (Konteradmiral) befördert. Daraufhin war er als Nachfolger von Vice-amiral Philippe Ausseur von September 1982 bis zu seiner Ablösung durch Vice-amiral Alain Denis stellvertretender Chef des Generalstabes der Marine (Major général de la Marine). Er wurde in dieser Verwendung am 1. April 1983 zum Vice-amiral d’escadre (Vizeadmiral) befördert sowie am 12. Juli 1985 zum Kommandeur der Ehrenlegion ernannt.
Nach seiner Beförderung zum Amiral (Admiral) übernahm er am 1. September 1986 von Amiral Christian Brac de La Perrière den Posten als Generalinspekteur der Marine (Inspecteur général de la Marine Nationale) und bekleidete diesen bis zum 16. April 1988, woraufhin abermals Amiral Alain Denis seine Nachfolge antrat. Für seine Verdienste wurde er am 1. Juli 1988 auch zum Großoffizier der Ehrenlegion ernannt. Er wurde zudem für seine Verdienste bei Auslandseinsätzen mit dem Croix de guerre des Théâtres d’Opérations Extérieurs (TOE) ausgezeichnet und war zwischen 1989 und 2001 als Kandidate der Divers droite (DVD) Bürgermeister der Gemeinde Nueil-sur-Layon im Département Maine-et-Loire. Sein Sohn Antoine Beaussant war ebenfalls Seeoffizier und schloss seine Ausbildung an der École navale 1983 ab. Nach seinem Tode wurde er am 23. Februar 2013 auf dem Friedhof der Kirche von Nueil-sur-Layon beigesetzt.